# Zygmunt Samolewicz
Zygmunt Samolewicz (ur. 26 maja 1842 w Majdanie Królewskim, zm. 6 listopada 1898 we Lwowie) – polski filolog klasyczny, profesor gimnazjalny i inspektor szkół średnich we Lwowie, członek Akademii Umiejętności w Krakowie.

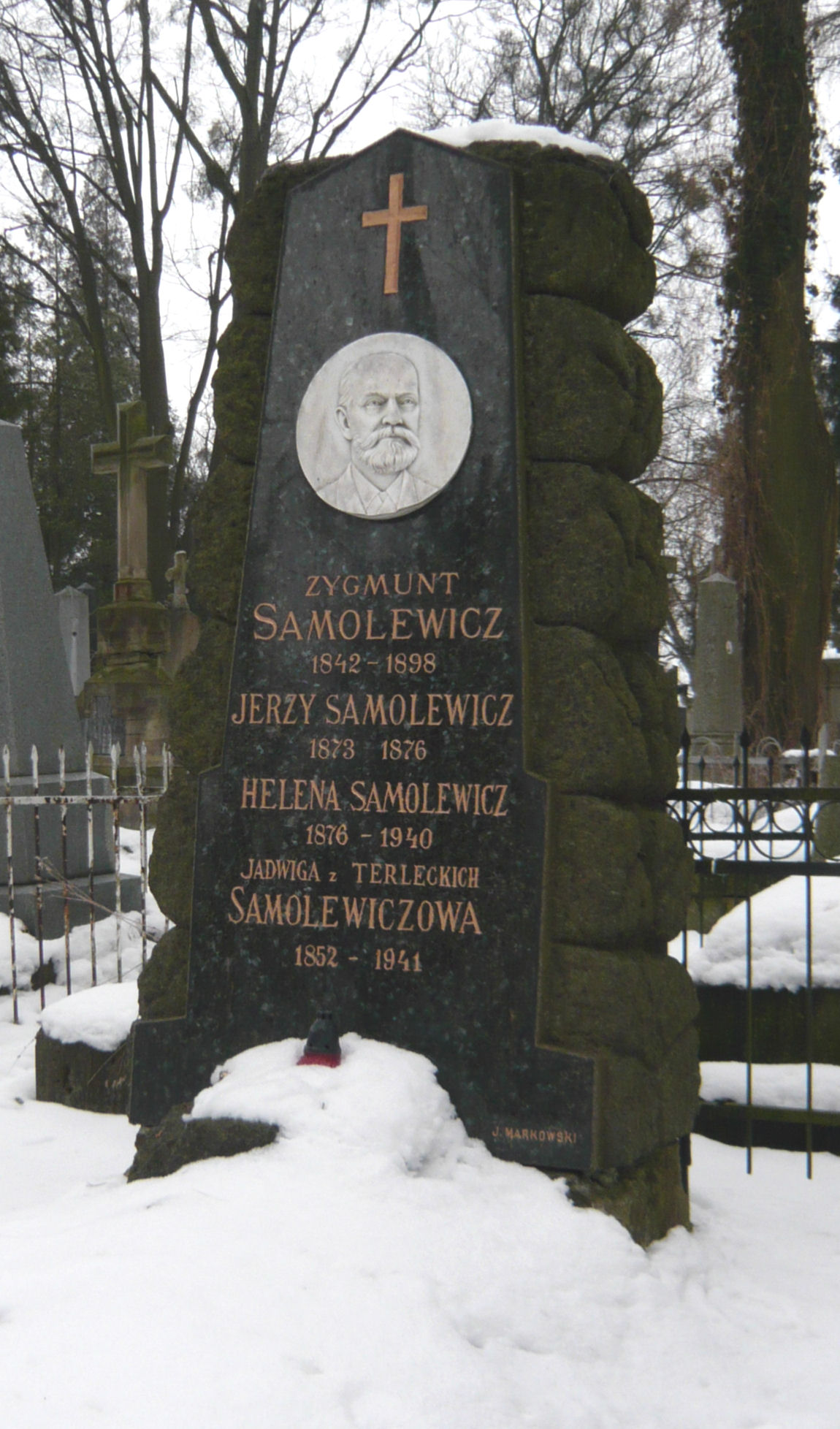
Grobowiec Zygmunta Samolewicza

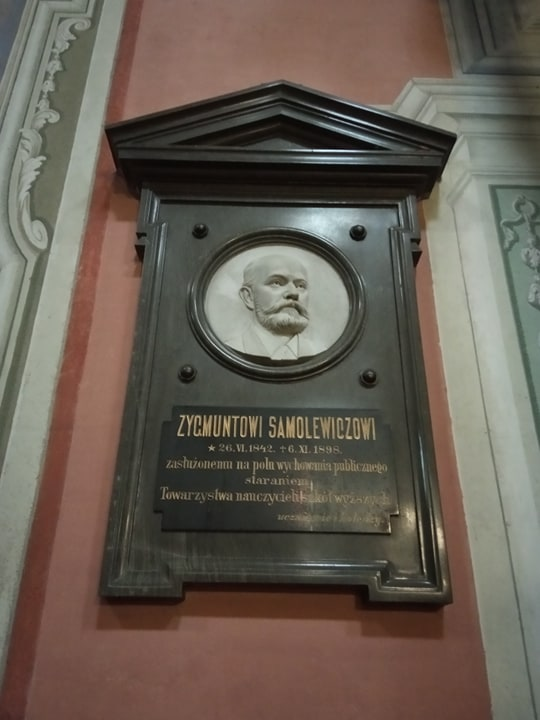
Epitafium Zygmunta Samolewicza w kościele bernardynów we Lwowie

## Życiorys
Uczęszczał do gimnazjum w Tarnowie, w latach 1860–1864 studiował filologię klasyczną na Uniwersytecie Lwowskim. W 1870 uzupełniał studia na uniwersytecie w Berlinie. Od 1863 pracował w Gimnazjum im. Franciszka Józefa we Lwowie, od 1867 w charakterze profesora języków starożytnych. Od 1874 był dyrektorem C. K. III Gimnazjum im. Franciszka Józefa we Lwowie, po czym 1 maja 1889 objął stanowisko inspektora szkół średnich w Wydziale Oświaty we Lwowie.
W 1885 został powołany na członka korespondenta krakowskiej Akademii Umiejętności (późniejszej PAU). W 1868 był w gronie założycieli Towarzystwa Pedagogicznego we Lwowie, pełnił funkcję sekretarza towarzystwa oraz zasiadał w jego zarządzie, a w 1887 został członkiem honorowym. Był również współzałożycielem (1884), wiceprezesem (1884–1888) i członkiem honorowym (1889) Towarzystwa Nauczycieli Szkół Wyższych. W 1878 został odznaczony Krzyżem Kawalerskim Orderu Franciszka Józefa.

## Prace
W pracy naukowej zajmował się gramatyką języków starożytnych, filozofią grecką, dydaktyką ogólną oraz dydaktyką języka polskiego i języków obcych. Był inicjatorem polskich prac w dziedzinie leksykografii łacińskiej, wprowadzając wzory niemieckie. Propagował w Gimnazjum im. Franciszka Józefa nowoczesne metody dydaktyczne. Opracował osiem podręczników gimnazjalnych do łaciny i greki. Był redaktorem periodyku "Szkoła" (1873–1875), wydał przekłady Ćwiczeń greckich Carla Schenkla (1868) i Gramatyki języka greckiego Georga Curtiusa (1868). Ogłosił ponad 90 prac, m.in.:
- Stanowisko filologii klasycznej w naszym systemie naukowym (1868)
- Gimnazya i szkoły realne pruskie a nasze[2] (1871, z Karolem Benonim)
- O karności szkolnej w Prusiech a u nas (1871)
- Starożytna Greczynka[3] (1874)
- Studyja platońskie. Hippias Większy (1874)
- Gramatyka języka łacińskiego[4][5] (1881–1891, 2 części)
- Ćwiczenia greckie według Schenkla do języka polskiego zastosowane (1884)
- Ćwiczenia łacińskie dla klasy I i II (1893–1898, 2 części)
- Gramatyka języka łacińskiego[6] (1924, z Tomaszem Sołtysikiem)
- Gramatyka łacińska (1927)[7]

## Źródła
- Biogramy uczonych polskich, Część I: Nauki społeczne, zeszyt 3: P–Z, Wrocław 1985
- Zygmunt Samolewicz. „Muzeum”. R. XIV, zeszyt 11, s. 811–816, 1898.